# فورست دان
فورست دان (بالإنجليزية: Forrest Dunn) هو شخصية أعمال وسياسي أمريكي، ولد في 6 سبتمبر 1928 في الولايات المتحدة، وتوفي في 15 أكتوبر 2016 في بوسير سيتي في الولايات المتحدة. حزبياً، نشط في الحزب الديمقراطي. وقد انتخب عضو مجلس نواب لويزيانا.